# نانو نقره

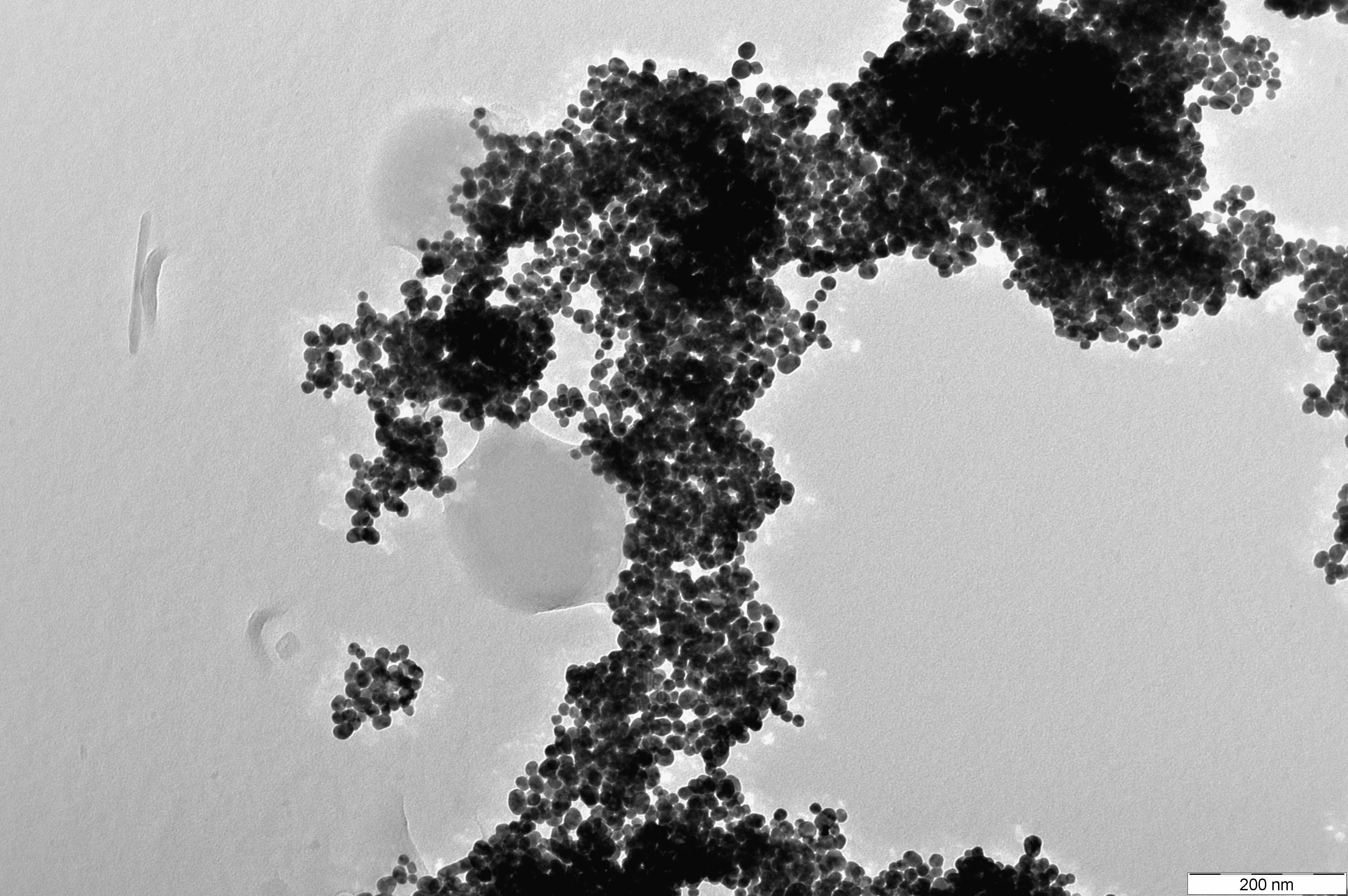
عکس میکروسکوپی نانو نقره

نانوذرات نقره (به انگلیسی: Silver Nanoparticles) یکی از مهم‌ترین نانوذرات فلزی هستند که به دلیل خواص فیزیکی، شیمیایی و بیولوژیکی منحصربه‌فرد خود در حوزه‌های مختلف از جمله پزشکی، داروسازی، صنایع غذایی، تصفیه آب و صنایع نساجی کاربرد دارند.
نانوذرات نقره با اندازهٔ ۱ الی ۱۰۰ نانومتر و از جنس نقره هستند. در حالی که اغلب با عنوان نقره شناخته می‌شوند، اما برخی از آن‌ها از درصد زیادی اکسید نقره تشکیل یافته و این به دلیل نسبت سطح بزرگ به میزان اتم‌های نقره می‌باشد. اشکال متعددی از نانوذرات را می‌توان بسته به نرم‌افزار در دسترس ایجاد نمود. به‌طور معمول نانوذرات کروی اما لوزی مورد استفاده قرار می‌گیرد؛ همچنین ورق‌های نازک و هشت ضلعی نیز محبوب می‌باشند.
سطح بسیار بزرگ آنها، اجازهٔ هماهنگی تعداد زیادی از لیگاندها را می‌دهد. ویژگی‌های قابل اجرای نانو ذرات در درمان انسان در مطالعات آزمایشگاهی و حیوانی تحت بررسی می‌باشد، و اثربخشی بالقوه، سمیت و هزینه‌های آن مورد ارزیابیست.

روش‌های متداول سنتز
نانوذرات نقره از طریق روش‌های مختلفی سنتز می‌شوند که به سه دسته کلی تقسیم می‌شوند:
- سنتز شیمیایی: در این روش، نانوذرات نقره با استفاده از عوامل کاهنده شیمیایی نظیر سدیم بورهیدرید تولید می‌شوند.[۴]
- سنتز فیزیکی: در این روش از روش‌هایی مانند تبخیر-تراکم و انفجار الکتریکی استفاده می‌شود.[۵]
- سنتز زیستی (سبز): این روش شامل استفاده از عصاره‌های گیاهی یا میکروارگانیسم‌ها برای کاهش یون‌های نقره و تولید نانوذرات نقره است.[۶]

در بخش‌های بعدی به بعضی از روش‌ها به‌طور جزئی تر پرداخته شده است.

## متدهای ترکیبی

### شیمی مرطوب
رایج‌ترین روش‌ها برای ترکیب نانوذرات شیمی مرطوب یا هسته بندی ذرات در حصار محلول می‌باشد. هسته بندی زمانی رخ می‌دهد که یون‌های نقره مجتمع شوند، معمولاً AgNO3 یا AgCIO4 در حضور یک عامل کاهنده به نقرهٔ کلوئیدی کاهش می‌یابند. هنگامی که تجمع به حد کافی افزایش یابد، یون‌های فلز نقره محلول برای تشکیل سطحی پایدار بهم می‌پیوندند. هنگامی که خوشه کوچک باشد، به‌طور جدی نامطلوب می‌باشد، زیرا انرژی بدست آمده بوسیلهٔ تجمع و غلظت ذرات محلول به اندازه انرژی از دست رفته از ایجاد یک سطح جدید نمی‌باشد. هنگامی که خوشه به اندازه‌ای قطعی دست می‌یابد، که با عنوان شعاع بحرانی نیز شناخته می‌شود، تا حد زیادی مطلوب می‌شود و در نتیجه برای ادامه رشد به اندازهٔ کافی پایدار می‌گردد. این هسته پس از آن در سیستم باقی می‌ماند و تا جایی که اتم‌های نقره از طریق یک محلول منتشر شوند، رشد می‌کنند و به سطح متصل می‌گردند، هنگامی که غلظت محلول اتمی نقره به اندازهٔ کافی کاهش یابد، امکان اتصال اتم‌های کافی به یک دیگر جهت تشکیل یک هستهٔ پایدار وجود ندارد. در این آستانهٔ هسته بندی، نانوذرات جدید از تشکیل توقف می‌یابند و نقره محلول باقی‌مانده توسط انتشار به درون نانوذرات در حال رشد، در محلول جذب می‌گردند.
در رشد ذرات، سایر مولکول‌ها در محلول انتشار و به سطح متصل می‌گردند. این رویه سطح انرژی نانوذرات را تثبیت می‌نماید و از دستیابی یون‌های نقره جدید به سطح ممانعت می‌کند. اتصال این عوامل پایا سازی/ پوشاننده رشد نانوذرات را کند و در نهایت متوقف می‌نماید. رایج‌ترین دربندی‌های لیگاند سیترات تری سدیم و پلی وینیل می‌باشد. اما بسیاری دیگر در شرایط مختلفی برای سنتز ذرات با ابعاد، اشکال، خواص سطحی خاص مورد استفاده قرار می‌گیرد. روش‌های سنتز مرطوب گوناگونی وجود دارد، از جمله استعمال کاهش قند، کاهش سیترات، کاهش از طریق بوروهیدرید سدیم، روند پلیل، رشد دانه با میانجی‌گری و رشد به واسطهٔ نور. هر یک از این متدها، یا ترکیب آنها، درجات متفاوتی از کنترل بر توزیع اندازه و همچنین توزیع ترتیبات هندسی نانوذرات را ارائه می‌نمایند.
روش امیدوارکننده و جدیدی از روش تکنیک شیمی مرطوب توسط Elsopikhe و همکارانش ارائه گردیده است. آن‌ها سنتز اولتراسونیک- حمایت شده سبز را توسعه دادند. تحت روش اولتراساند، نانوذرات نقره، با κ-carrageenan به عنوان یک تثبیت‌کننده طبیعی سنتز شدند. واکنش در دمای محیط به انجام رسید و نانوذرات نقره با ساختار کریستال fcc بدون ناخالصی‌ها تولید شدند. از غلظت κ-carrageenan برای تحت تأثیر قرار دادن توزیع سایز ذره AgNPها استفاده شده است.

## کاهش سیترات
روش اولیه و بسیار متداول برای سنتز نانوذرات کاهش سیترات می‌باشد. این روش توسط M.C Lea ابداع گردیده، وی کلوئید نقره تثبیت شده- سیترات را در سال ۱۸۸۹ با موفقیت ایجاد نموده است. کاهش سیترات، کاهش ذره منبع نقره، معمولاً AgNO3 یا AgCIO4 به نقره کلوئیدی با استفاده از تری سدیم سیترات، Na3C6H5O7 را شامل می‌شود. سنتز معمولاً در یک دمای بالا (۱۰۰ درجه سانتی گراد) برای به حداکثر رساندن مونودیسپرسیتی (به‌طور یکسان در سایز و شکل) ذرات انجام می‌گیرد. در این روش، یون سیترات به‌طور سنتی هم به عنوان عامل کاهنده و هم به عنوان لیگاند دربندی عمل می‌نماید و آن را به یک فرایند مفید برای تولید AgNP به دلیل سهولت نسبی و زمان واکنش کوتاه تبدیل می‌نماید. با این حال ذرات نقره، توزیع اندازه گسترده‌ای را شکل داده‌اند و به‌طور هم‌زمان هندسه ذرات گوناگونی را ایجاد نموده‌اند. افزودن عوامل کاهنده قوی به واکنش اغلب برای سنتز ذرات با اندازه و شکل یکنواخت مورد استفاده قرار می‌گیرد.

## کاهش از طریق بوروهیدرید سدیم
کاهش اتم‌های فلز، هستهٔ نانوذرات را شکل خواهد داد. در کل، این روند شبیه روش ذکر شده در بالاست که از سیترات استفاده می‌نماید. مزیت استفاده از بوروهیدریت سدیم، monodispersity جمعیت نهایی ذرات را افزایش داده است. دلیل اصلی برای monodispersity افزایش یافته در هنگام استفاده از NaBH4 این است که آن عامل کاهندهٔ قوی تری نسبت به سیترات می‌باشد. تأثیر قدرت عامل کاهنده را می‌توان به وسیلهٔ بازرسی نمودار لامر که هسته بندی و رشد نانوذرات را توصیف می‌نماید، مشاهده نمود.
اگر نیترات نقره (AgNO3) توسط عامل کاهندهٔ ضعیفی مانند سیترات کاهش یابد، نرخ کاهش پایین می‌آید و این بدین معناست که هسته‌های جدید شکل می‌یابد و هسته‌های قدیمی به‌طور هم‌زمان رشد می‌یابند؛ و به این دلیل است که واکنش سیترات monodispersity کمی دارد. به دلیل اینکه NaBH4 عامل کاهندهٔ قوی می‌باشد، غلظت نیترات نقره به سرعت کاهش می‌یابد که منجر به کوتاه شدن زمان در طی فرایند شکل‌گیری هستهٔ جدید و رشد به‌طور هم‌زمان می‌گردد و جمعیت مونودیسپرس نانو ذرات نقره را ایجاد می‌نماید.
ذرات شکل گرفته توسط کاهش بایستی دارای سطح پایدار جهت جلوگیری از تراکم ذرات نامطلوب، رشد و زمخت شدنشان، باشند. نیروی محرک برای این پدیده، کمینه کردن انرژی سطح می‌باشد (نانوذرات دارای سطح وسیع به نسبت حجم هستند). این تمایل به کاهش انرژی سطحی در سیستم را می‌توان با اضافه نمودن گونه‌ها که جذب سطح نانوذرات خواهند شد و باعث کاهش فعالیت سطح ذررات خواهند شد، و در نتیجه از کلوخه شدن ذرات به توجه به نظریه DLVO جلوگیری خواهند نمود و ممانعت از رشد با اشغال محل چسبندگی برای اتم‌های فلز خواهند کرد، خنثی نمود. گونه‌های شیمیایی که جذب سطح نانوذرات می‌شوند لیگاند نام دارند. برخی از این گونه‌های تثبیت سطح عبارتند از: NaBH4 در مقدار زیاد، پلی (پیرولیدین وینیل)(PVP)، سدیم دودسیل سولفات(SDS)، تیول دودکان.
به محض اینکه ذرات در محلول تشکیل یافتند، بایستی جدا گشته و جمع‌آوری گردند. چندین روش عمومی برای حذف نانوذرات از محلول وجود دارد، از جمله فاز تبخیر حلال، یا افزودن مواد شیمیایی به حلال که باعث کاهش حلالیت نانوذرات در محلول می‌گردد. هر دو روش ته‌نشینی نانوذرات را شدت می‌دهد.

## روند پلیل
روند پلیل یک متد بسیار مفیدی می‌باشد، زیرا درجهٔ بالایی از کنترل در اندازه و هندسهٔ نانو ذرات حاصل، به ثمر می‌رساند. در کل، سنتز پلیل با حرارت ترکیب پلیل مانند اتیلن گلیکول، پنتاندیول ۱٫۵، ۱٫۲- پروپلین گلوکل۷، شروع می‌گردد. گونه Ag+ و عامل دربندی افزوده شده‌اند (اگرچه خود پلیل نیز عامل دربندی می‌باشد). سپس Ag+ به نانوذرات کلوئیدی توسط پلیل کاهش می‌یابد. روند پلیل، به شرایط واکنشی مانند دما، محیط شیمیایی و غلظت بستر بسیار حساس می‌باشد. بنابراین، با تغییر این متغیرها، شکل‌های هندسی و اندازه‌های مختلف، می‌توانند برای شبه کره، هرم، کره‌ها و سیم‌ها انتخاب شوند. مطالعات بیشتری مکانیسمی را برای این فرایند و همچنین هندسه‌های منتج شده تحت شرایط واکنشی مختلف با جزئیات بیشتر تحت بررسی قرار داده‌اند.

## کاشت یون
از کاشت یون برای ایجاد نانوذرات نقره جاسازی شده در شیشه، پلی اورتان، سیلیکون، پلی اتیلن، پلی (متیل متاکریلات) استفاده شده است. ذرات با استفاده از بمباران در ولتاژهای با شتاب بالا جاسازی شده‌اند. در چگالی جریان ثابت پرتو یون تا یک مقدار مشخص، اندازه نانو ذرات نقره تعبیه شده به عنوان monodisperse در جمعیت یافت شد، و پس از آن تنها غلظت یون مشاهده گردید. افزایش بیشتر در پرتو یون منجر به کاهش اندازه و تراکم نانوذرات در بستر هدف می‌گردد، زیرا پرتو یون در ولتاژ شتاب بالا با یک جریان به تدریج افزایشی یافته عمل می‌نماید که آن خود منجر به افزایش تدریجی اندازه نانوذرات می‌گردد. مکانیسم‌های رقابتی اندکی وجود دارند که ممکن است منجر به کاهش اندازهٔ نانوذرات، تخریب نانوذرات علیه تصادم، کندوپاش از سطح نمونه، همجوشی ذرات علیه گرما و تفکیک گردد.
تشکیل نانوذرات تعبیه شده پیچیده است و همهٔ پارامترهای کنترلی و عوامل هنوز بررسی نشده‌اند. شبیه‌سازی کامپیوتری به این دلیل که فرایندهای انتشار و خوشه بندی را درگیر می‌نماید دشوار است، با این حال می‌توان آن را به چند زیر فرایند متفاوت ار قبیل کاشت، انتشار و رشد تقسیم نمود. یون‌های نقره پس از کاشت، به اعماق مختلفی در داخل بستر دست خواهند یافت که به توزیع گاوسی با میانگین متمرکز در نقطهٔ X نزدیک است. شرایط درجه حرارت بالا در طی مراحل اولیه کاشت، انتشار ناخالصی در بستر را افزایش خواهد داد و در نتیجه برخورد اشباع یون، که برای هسته نانوذرات مورد نیاز است را محدود خواهد نمود. هم دمای کاشت و هم تراکم جریان پرتو یون برای کنترل جهت دست یابی به اندازهٔ نانوذرات monodisperse و توزیع عمقی بسیار ضرروی می‌باشد. چگالی جریان کم ممکن است برای مقابله با تحریک حرارتی از پرتو یون و تجمع بار سطحی مورد استفاده قرار گیرد. پس از کاشت در سطح، از آنجایی که هدایت سطحی افزایش خواهد یافت، ممکن است جریان پرتو مطرح گردد. سرعتی که در آن ناخالصی قطره‌ها را سریعاً پس از شکل‌گیری نانوذرات منتشر می‌نماید مانند تله یونی همراه عمل می‌نماید. این نشان می‌دهد که آغاز روند کاشت برای کنترل فاصله و عمق نانوذرات حاصل، بسیار حیاتی می‌باشد و همچنین کنترل درجه حرارت بستر و چگالی پرتو یون نیز مهم می‌باشد. حضور و ماهیت این ذرات را می‌توان با استفاده از طیف‌سنجی‌های متعدد و ابزار آلات میکروسکوپی تحلیل نمود. همان‌طور که توسط نوارهای جذب خصوصیات مشهود است نانوذرات سنتز شده رزونانس پلاسمون سطح را ارائه می‌نمایند؛ این ویژگی‌ها دست‌خوش طیفی از تغییرات بسته به اندازه نانو ذره و نامطبوعی سطح می‌باشد، با این حال خواص نوری به شدت بستگی به مواد بستر کامپوزیت دارد.

## کاربرد

### صنایع نساجی
نانوذرات نقره در تولید پارچه‌های ضدباکتری و ضدبو استفاده می‌شوند که کاربرد گسترده‌ای در تولید لباس‌های ورزشی و پزشکی دارند.

### کاتالیز
در سال‌های اخیر استفاده از نانو ذرات نقره برای کاتالیز مورد توجه قرار گرفته است. گرچه بسیاری از کاربردهای آن در زمینه‌های دارویی و ضد باکتری می‌باشند، نانو ذرات نقره برای نشان دادن خواص ردوکس کاتالیزوری برای رنگ، بنزن، مونو اکسید کربن، و ترکیبات شبیه دیگر اثبات شده است.
نکته: این پاراگراف تشریحی کلی از خواص نانوذرات برای کاتالیز می‌باشد و تنها منحصر به نانوذرات نقره نیست. اندازهٔ نانو ذرات تا حد زیادی تعیین‌کنندهٔ خواصی هست که به سبب اثرات کوانتومی مختلف ارائه می‌شوند. علاوه بر این، محیط شیمیایی نانوذرات نقش مهمی در خواص کاتالیزوری ایفا می‌نماید. با این ذهنیت، بایستی خاطرنشان کرد که کاتالیزهای ناهمگن با جذب گونه‌های واکنش دهنده به بستر کاتالیزوری، رخ می‌دهد. در هنگام استفاده از پلیمرها، لیگاندهای پیچیده یا سورفاکتانت برای جلوگیری از ادغام نانوذرات، قابلیت کاتالیزوری را به دلیل قابلیت جذب کاهش یافته، متوقف می‌کند. با این حال، این ترکیبات را می‌توان به گونه‌ای که محیط شیمیایی توانایی کاتالیزوری را افزایش دهد، استفاده نمود.

### پشتیبانی در حوزه‌های سیلیکا، کاهش رنگ
نانوذرات نقره در حمایت از حوزه‌های سیلیس بی‌اثر، سنتز شده است. حمایت عملاً هیچ نقشی در توانایی کاتالیزوری بازی نمی‌کند و به عنوان متدی از روش‌های پیشگیری انعقادی از نانوذرات نقره در محلول کلوئیدی فراهم می‌نماید؛ بنابراین، نانوذرات نقره تثبیت شد و اثبات توانایی آن‌ها در خدمت‌گزاری به عنوان باز پخش‌کننده الکترون برای کاهش رنگ‌ها به وسیلهٔ سدیم بروهیدرید ممکن بود. بدون کاتالیزور نانوذرات نقره، عملاً هیچ نوع واکنشی در بین بروهیدرید سدیم و رنگ‌های مختلف صورت نمی‌گیرد: آبی متیلن (متمایل به سبز)، ائوزین، رز بنگال.

### تحقیقات بیولوژیکی
محققان کاربرد نانوذرات نقره را به عنوان حامل‌هایی برای توزیع محموله‌های مختلف از قبیل مولکول‌های دارویی کوچک یا مولکول‌های زیستی بزرگ برای اهداف خاص مورد بررسی قرار داده‌اند. اگر AgNP زمان کافی برای رسیدن به هدف خویش داشته باشد، انتشار محموله‌ها به‌طور بالقوه‌ای می‌تواند توسط محرک‌های داخلی یا خارجی تحریک شود. هدف‌گزاری و تجمیع نانوذرات غلظت محمولهٔ بالایی را در جایگاه‌های هدف خاصی فراهم می‌نماید و همچنین می‌تواند عوارض جانبی را به حداقل برساند.

### شیمی درمانی
انتظار می‌رود معرفی فناوری نانو در پزشکی منجر به پیشبرد تصویربرداری تشخیص سرطان و استانداردهای لازم برای دارو درمانی گردد. فناوری نانو بینشی دقیق در مورد ساختار، عملکرد و سطح سازمانی بیوسیستم در مقیاس نانو را ارائه می‌کند.
نانوذرات نقره می‌توانند دستخوش تکنیک‌های پوششی از یک سطح پوششی و عامل دار که بتوان بسترهایی را اضافه نمود، شوند. هنگامی که نانو ذرات پوشانده می‌شوند در سطحی همانند اسید سیلیسیک در سیلیکا به وجود می‌آید. بسترها را می‌توان از طریق اتر ثابت و ارتباطات استر که به سرعت توسط آنزیم‌های متابولیک تجزیه نشده‌اند، اضافه نمود. کاربردهای شیمی درمانی اخیر منجر به طراحی داروهای ضد سرطان با یک ارتباط دهندهٔ عکس از قبیل ortho-nitrobenzyl bridge و اتصال آن به بستر در سطح نانو ذرات شده است. مجموعه نانو ذرات با مقدار سمیت پایین می‌تواند تحت سوخت و ساز بدن برای زمان لازم جهت توزیع از طریق سیستم بدن دوام بیاورد. اگر یک تومور سرطانی جهت درمان مورد هدف قرار بگیرد، نور فرابنفش را می‌توان در منطقهٔ توموری نهاد. انرژی الکترومغناطیسی نور منجر به ارتباط دهندهٔ پاسخگوی عکس برای شکستن در بین دارو و بستر نانوذرات می‌گردد. در حال حاضر، این دارو در شکل فعال برای عمل در تومورهای سرطانی شکسته و انتشار می‌یابد. مزایای پیش‌بینی شده برای این متد، این است که دارو بدون ترکیبات بسیار سمی توزیع می‌شود، داروها بدون اشعهٔ مضر منتشر می‌شوند، یا متکی بر واکنش شیمیایی جهت رخ دادن می‌باشد یا دارو می‌تواند به صورت انتخابی در یک بافت هدف منتشر شود.
رویکرد دوم، ضمیمهٔ یک داروی شیمی درمانی به‌طور مستقیم به سطح عاملدار نانوذرات نقره ترکیب شده با یک گونه نوکلئوفیلیک برای انجام یک واکنش شیمیایی می‌باشد. برای مثال، اگر مجموعه داروی نانوذرات وارد شود یا در مجاورت بافت هدف یا سلول قرار بگیرد، glutathione monoester را می‌توان به موقعیت اضافه نمود. اکسیژن استر هسته، به سطح عاملدار نانوذرات از طریق ارتباط دهندهٔ استر جدید در زمانی که دارو به محیط اطراف خود منتشر می‌شود، ضمیمه خواهد گردید. در حال حاضر دارو فعال می‌باشد و می‌تواند عملکرد بیولوژیکی در سلول‌ها را به محیط اطراف با تعاملات نامطلوب به سایر بافت‌ها اعمال نماید.

### صنایع غذایی
افزودن نانوذرات نقره به بسته‌بندی‌های مواد غذایی می‌تواند ماندگاری مواد را افزایش داده و از رشد میکروارگانیسم‌های بیماری‌زا جلوگیری کند.

### مقاومت چند دارویی
عامل اصلی ناکارامدی شیمی درمانی‌های فعلی، مقاومت چند دارویی می‌باشد که می‌تواند برآمده از چند مکانیسم باشد.
نانوذرات می‌توانند ابزاری را برای مقابله با MDR فراهم نمایند. به‌طور کلی در هنگام استفاده از عامل هدف برای توزیع نانوذرات به سلول‌های سرطانی، ضرروی هست که عامل‌ها با گزینش بالا به مولکول‌هایی که منحصر به فرد در سطح سلول بیان شده است، متصل شوند. از این رو می‌توان نانوذرات را با پروتئین طراحی کرد که به‌طور ویژه‌ای سلول‌های مقاوم در برابر دارو را با حامل‌های پروتئینی در سطح آن‌ها شناسایی می‌کند. یکی از اشکالات غیر منتطره سیستم‌های توزیع نانو داروی متداول، داروهای آزاد منتشر شده از طریق نانو حامل‌ها به سیتوزل می‌باشند و نشانگر ناقل‌های MDR هستند و صادر شده‌اند. برای رفع این مشکل، ذرات نانو کریستالی نقره ۸ نانومتری با افزودن فعال‌کننده رونویسی فعال سازی- ترانس (TAT)، مشتق شده از ویروس HIV- 1 که همانند پپیتید نافذ سلول(CPP) عمل می‌کند، هست. به‌طور کلی، تأثیر AgNP به خاطر عدم جذب سلولی کارامد، محدود گردیده است؛ با این حال، اصلاح CPP- تبدیل به یکی از کارامدترین متدها برای بهبود توزیع داخل سلولی نانوذرات گردیده است. پس از مصرف براساس حذف سایز، صادر کردن AgNP ممنوع شده است. مفهوم خیلی ساده است: نانوذات برای توزیع به وسیلهٔ ناقل‌های MDR بسیار بزرگ می‌باشند، زیرا تابع جریان به شدت تحت کنترل اندازهٔ بسترها می‌باشد، و به‌طور کلی در محدودهٔ 300- 2000 Da قرار دارند. در نتیجه نانوذرات نسبت به جریان مستعد باقی نمی‌مانند و همچنین ابزاری را برای تجمع در غلظت‌های بالا فراهم می‌نمایند.

### تصفیه آب
استفاده از نانوذرات نقره در فیلترهای آب به کاهش آلودگی‌های میکروبی و حذف باکتری‌های بیماری‌زا کمک می‌کند.

### داروی ضد میکروبی
معرفی نقره در درون سلول‌های باکتریایی درجه بالایی از تغییرات ساختاری و مورفولوژی که منجر به مرگ سلولی می‌شوند را القا می‌کند. از آنجایی که نانوذرات نقره با باکتری در ارتباط هستند، به دیوارهٔ سلولی و غشای سلولی چسبیده‌اند. اگر محدود گردند، برخی از ذرات نقره به داخل عبور می‌کنند و با ترکیبات حاوی فسفات همانند DNAو RNA تعامل می‌کنند، در حالیکه پروتئین دیگری به پروتئین‌های حاوی گوگرد در غشا، می‌چسبند. فعل و انفعالات نقره- گوگرد در غشا باعث دیوارهٔ سلولی به تغییرات ساختاری می‌گردد، همانند تشکیل حفره و منفذها. از طریق این منافذ، با توجه به تفاوت اسمزی، اجزای سلولی به مایع خارج سلولی منتشر می‌گردد. در داخل سلول، ادغام نقره، منطقه‌ای با وزن مولوکلی کم ایجاد می‌نماید که در آن DNA متراکم می‌گردد. داشتن DNA در حالت تغلیظ شده باعث مهار پروتئین‌های تکثیر شده سلول در ارتباط با DNA می‌گردد؛ بنابراین معرفی نانوذرات نقره باعث مهار تکثیر می‌گردد و برای منجر شدن به مرگ سلول، کافیست. زمانی که نقره با مایعات در ارتباط هست، متمایل به یونیزه نانوذرات می‌باشد که فعالیت ضد باکتریایی نانوذرات را افزایش می‌دهد. این امر با سرکوب آنزیم در ارتباط هست و تجلی پروتئین‌ها که به توانایی سلول‌ها برای تولید ATP مربوط هست را مهار می‌نماید.
گرچه آن برای هر سلول پیشنهادی، متفاوت هست، اما از آنجایی که ترکیب غشای سلولی آن‌ها تا حد زیادی متفاوت هست، دیده شده است که نانوذرات نقره با اندازهٔ میانگین ۱۰ نانومتر یا کمتر تأثیرات الکترونیکی را نشان می‌دهد که تا حد زیادی فعالیت ضد باکتریایی آن‌ها را افزایش می‌دهد. شایان ذکر هست که معرفی نانوذرات نقره نشان داد که دارای فعالیت‌های هم افزایی با آنتی‌بیوتیک‌های رایجی که امروزه استفاده می‌شوند از قبیل پنی سیلین جی، آمپی سیلین، اریترومایسین، کلیندامایسین، وانکومایسن ضد E.coli و استافیلوکوکوس اورئوس هستند.
نانوذرات نقره می‌توانند مانع رشد باکتری‌ها بر روی سطح یا چسبیده به سطح شوند. این امرمی تواند در روند جراحی مفید باشد، زیرا در جراحی بایستی تمامی سطوح در ارتباط با بیمار استریل شود. جالب توجه هست که می‌توان نانوذرات نقره را در انواع متنوعی از سطوح از قبیل فلزات، پلاستیک و شیشه گنجاند. در تجهیزات پزشکی، نانو ذرات نقره در مقایسه با تکنیک‌های قدیمی، تعداد باکتری‌های موجود بر روی دستگاه‌ها را کاهش می‌دهند. با این حال مشکل زمانی رخ می‌دهد که پروسه‌ای به پایان برسد و پروسه‌ای جدید بایستی صورت گیرد. در روند شست‌وشوی ابزار، بخش بزرگی از نانو ذرات نقره اثربخشی خود را به دلیل از دست دادن یون‌های نقره، ازدست می‌دهند. از آن‌ها معمولاً در پیوند پوست برای قربانیان سوختگی استفاده می‌شود، زیرا نانوذرات نقره تعبیه شده با پیوند، فعالیت ضد میکروبی بهتری را به ثمر می‌رساند و جای زخم کمتری را در بیمار باقی می‌گزارد. این کاربردهای جدید، نسخه‌های مستقیمی از شیوه‌های قدیمی تری می‌باشند که از نیترات نقره برای درمان بیماری‌هایی مانند زخم‌های پوستی استفاده می‌کردند. در حال حاضر، نانو ذرات نقره در باند و چسب‌های زخم برای کمک به التیام سوختگی و زخم استفاده می‌شود.
آن‌ها همچنین برنامه‌ای امیدوارکننده از روش آب درمانی برای ایجاد آب آشامیدنی پاک نشان می‌دهند. هر چند تأثیر زیادی ندارد ولی آب حاوی بیماری‌های متعددی می‌باشد و برخی از نقاط جهان از نعمت آب تمیز بهره‌مند نیستند یا اصلاً ندارند. استفاده از نقره برای حدف میکروب‌ها موضوع جدیدی نیست اما در این آزمایش از کربنات در آب استفاده شده تا میکرب‌ها در برابر نقره آسیب‌پذیر باشند. نخست دانشمندان این آزمایش از نانوذرات برای حذف آفت کش‌هایی از آب که در صورت بلع توسط مردم کشنده خواهند بود، استفاده نمودند. چندین آزمایش دیگر نیز نشان دادند که نانوذرات نقره قادربه حذف یون‌های موجود در آب مانند آهن، سرب و آرسنیک بودند. اما این تنها دلیل جذابیت نانو ذرات نقره نمی‌باشد، آن‌ها نیازمند هیچ نیروی خارجی برای رویداد واکنش نمی‌باشند.

## کالاهای مصرفی

### کاربردهای خانگی
مواردی وجود دارد که در آن نانوذرات نقره و نقره کلوئیدی در کالاهای مصرفی استفاده شده است. سامسونگ و الجی دو شرکت بزرگ فناوری می‌باشند که برای استفاده ازخواص ضد باکتری نانوذرات نقره در بسیاری از لوازم خانگی از قبیل کولر، ماشین لباس‌شویی و یخچال برنامه‌ریزی نموده‌اند. برای مثال هر دو شرکت ادعا می‌کنند که استفاده از نانوذرات نقره در ماشین لباسشویی به استریل کردن لباس و آب در طول شستشو و آب‌کشی کمک می‌نماید و منجر به تمیزی لباس‌ها بدون نیاز به آب گرم می‌شود. در این لوازم، نانو ذرات با استفاده از الکترولیز سنتز می‌شوند. از طریق عمل الکترولیز، نقره از صفحات فلزی استخراج و سپس توسط یک عامل کاهنده به نانوذرات تبدیل می‌گردند. این متد از فرایندهای خشک کردن، تمیز کردن و پراکندگی مجدد اجتناب می‌نماید که به‌طور کلی با روش‌های سنتز کلوئیدی جایگزین مورد نیاز هست. استراتژی الکترولیز هزینه تولید نانوذرات نقره را کاهش می‌دهد و این نوع ماشین لباس‌شویی‌ها را برای تولید مقرون به صرفه می‌نماید. سامسونگ سیستم را بدین گونه تشریح کرده است:
دستگاهی به اندازهٔ گریپ فروت در کنار تیوب (واشر)، از جریان‌های الکتریکی در دو صفحهٔ نقره‌ای به اندازهٔ چوب‌های آدامس بزرگ استفاده می‌نماید. در نتیجه یون‌های نقره – اتم‌های نقره به لگن درطی فرایند شست‌وشو اضافه می‌شود.
شایان ذکر هست که بیانات شرکت سامسونگ از روند تولید نانو ذرات در تضاد با تبلیغات آن از نانوذرات نقره می‌باشد. در عوض، بیانیه چرخهٔ شست‌وشو را تشریح می‌کند. هنگامی که شست‌وشوی لباس‌ها از طریق چرخه شروع می‌شود، حالت در نظر گرفته شده از اقدام این است که باکتری‌های موجود در آب با حضور نقره در لگن ششتشو و در تقابل با آن‌ها استریلیزه می‌شوند. در نتیجه، این نوع ماشین‌های لباس‌شویی می‌توانند دارای مزایای ضد باکتری و ضدعفونی نسبت به ماشین‌های لباسشویی معمولی باشند. سامسونگ همچنین اظهار داشت این نوع ماشین‌های لباس‌شویی که حاوی نقره می‌باشند، دارای طول عمر بالایی هستند. در هر چرخهٔ شست‌وشو، الکترولیز نقره بیش از ۴۰۰ میلیارد یون نقره تولید می‌نماید. با توجه به اندازهٔ منبع نقره، سامسونگ تخمین می‌زند این صفحات پس از ۳۰۰ چرخه شست‌وشو به پایان برسند.
این برنامه‌هایی که توسط شرکت‌های سامسونگ و الجی ارائه شده‌اند، توسط آژانس‌های نظارتی نادیده گرفته نمی‌شوند. آژانس‌هایی که به بررسی استفاده از نانوذرات الجی می‌پردازند، شامل موارد زیر می‌باشد اما الزاماً محدود به آن‌ها نمی‌باشند: سازمان FDA آمریکا، EPA، مؤسسه آزمایش و پژوهش صنایع شیمیایی کره و مؤسسه آزمایش و پژوهش FITI. این سازمان‌های مختلف برای تنظیم نانوذرات نقره در لوازم برنامه‌ریزی می‌کنند. این نوع ماشین‌های لباس‌شویی از اولین مواردی هستند که سازمان حفاظت محیط زیست برای کاربرد نانوذرات در کالاهای مصرفی به دنبال آن‌ها می‌باشند. الجی و سامسونگ اظهار داشتند که نقره‌ها با جریان آب به فاضلاب ریخته می‌شوند و آژانس‌های نظارتی نگران جریان تصفیه فاضلاب می‌باشند. در حال حاضر، سازمان حفاظت محیط زیست نانو ذرات نقره را با توجه به استفاده از آن‌ها به عنوان عوامل ضد میکروبی در تصفیه فاضلاب به عنوان آفت کش طبقه‌بندی می‌نماید. ماشین‌های لباس‌شویی توسعه داده شده توسط شرکت‌های الجی و سامسونگ، حاوی آفت کش می‌باشند و بایستی از لحاظ ایمنی بر اساس قانون آزمایش و ثبت شوند، به خصوص توسط قارج کش و جونده و حشره کش فدرال ایالات متحدهٔ آمریکا. مشکل این است که علی‌رغم وجود تنظیمات نانو فناوری در این روش، هیچ راه مجزایی برای اندازه‌گیری میزان سمیت وجود ندارد. تیم هاپر، مدیرعامل مشاوران فناوری نانو Cientifica اظهار می‌دارد «واقعاً ما هیچ علمی برای اثبات چیزی یا راهی نداریم.» در حین اینکه فناوری نانو از نانوذرات نقره برای لوازم تجاری جهت دادن وعده استفاده می‌نماید اما راه‌های اندازه‌گیری سمیت و خطرات سلامتی برای انسان، باکتری‌ها، یا محیط زیست مانع از پیاده‌سازی فناوری نانو ذرات خواهد شد.

## اثرات زیست‌محیطی و ایمنی
با وجود مزایای نانوذرات نقره، نگرانی‌هایی دربارهٔ تأثیرات زیست‌محیطی و سمیت آن‌ها وجود دارد. مطالعات نشان داده‌اند که نانوذرات نقره می‌توانند بر اکوسیستم‌های آبی تأثیر بگذارند و ممکن است در درازمدت مشکلاتی برای محیط زیست ایجاد کنند.